# Il vostro amichevole Spider-Man di quartiere
Il vostro amichevole Spider-Man di quartiere (Your Friendly Neighborhood Spider-Man) è una serie animata statunitense ideata da Jeff Trammell, basata sul personaggio dell'Uomo Ragno di Marvel Comics è la 12° serie televisiva del Marvel Cinematic Universe (MCU) e la terza serie animata dei Marvel Studios ed è prodotta da Marvel Studios Animation. Trammell è il capo sceneggiatore con Mel Zwyer come supervisore alla regia.
La prima stagione ha debuttato su Disney+ il 29 gennaio 2025 e si è conclusa il 19 febbraio, come parte della Fase Cinque dell'MCU. Altre due stagioni sono in fase di sviluppo.

## Trama
La serie esplora la storia delle origini e le prime avventure del giovane Peter Parker nei panni di Spider-Man in un universo alternativo a quello del MCU, approfondendo la sua vita quotidiana mentre si destreggia tra i doveri di studente liceale e di supereroe.

## Episodi
| Stagione         | Episodi | Pubblicazione |
| ---------------- | ------- | ------------- |
| Prima stagione   | 10      | 2025          |
| Seconda Stagione | 10      | 2026          |

## Personaggi e doppiatori

### Principali
- Peter Parker / Spider-Man, doppiato in originale da Hudson Thames e in italiano da Alex Polidori: Un quindicenne del primo anno alla Midtown High School, che acquisisce superpoteri dopo essere stato morso da un ragno.[3][4] Lo sceneggiatore Trammell ha esplorato la mentalità di Peter, come viene influenzato dai personaggi che lo circondano e l'effetto che ciò ha sulla sua crescita come Spider-Man.[5] Thames riprende il ruolo dopo aver già doppiato il personaggio nella prima stagione della serie animata What If...?.
- Norman Osborn, doppiato in originale da Colman Domingo e in italiano da Alberto Angrisano: Il CEO della Oscorp che fa da mentore a Peter Parker al posto di Tony Stark/Iron Man (che prende il ragazzo sotto la sua ala nella linea temporale principale del MCU).[6][7][8]
- Lonnie Lincoln, doppiato in originale da Eugene Byrd e in italiano da Stefano Crescentini: Compagno di classe di Peter e capitano della squadra di football del liceo Rockford.[4][9]
- Nico Minoru, doppiata in originale da Grace Song e in italiano da Margherita Rebeggiani: Compagna di classe e miglior amica di Peter.[4][10]
- Harry Osborn, doppiato in originale da Zeno Robinson e in italiano da Lorenzo Crisci: Figlio di Norman e amico di Peter.[4]
- Otto Octavius, doppiato in originale da Hugh Dancy e in italiano da Gianfranco Miranda.[4]
- Mac Gargan / Scorpione, doppiato in originale da Jonathan Medina e in italiano da Francesco Fabbri. Leader della gang degli scorpioni e antagonista principale della prima stagione. Questa versione ricalca l’aspetto del personaggio nel MCU ampliandone il background.
- May Parker, doppiata in originale da Kari Wahlgren e in italiano da Selvaggia Quattrini: La zia vedova di Peter, che si occupa di lui.[4][9]

### Ricorrenti
- Pearl Pangan, doppiata in originale da Cathy Ang e in italiano da Alice Venditti: Compagna di classe di Peter, per cui il ragazzo ha una cotta.[9][11]
- Matt Murdock / Daredevil, doppiato in originale da Charlie Cox e in italiano da Francesco Pezzulli: Un avvocato cieco con sensi iper-sviluppati, che viene da Hell's Kitchen e conduce una doppia vita come vigilante mascherato. Cox riprende il suo ruolo dai precedenti film e serie MCU.[12]
- Dr. Stephen Strange, doppiato in originale da Robin Atkin Downes e in italiano da Carlo Scipioni.
- Big Donovan, doppiato in originale da Leilani Barrett e in italiano da Alessandro Ballico.
- Bulldozer, doppiato in originale da Ettore Ewen e in italiano da Jona Mennite.
- Carmilla Black, doppiata in originale da Anairis Quiñones e in italiano da Giulia Tarquini.
- Carla Connors, doppiata in originale da Zehra Fazal e in italiano da Eleonora Reti.
- Amadeus Cho, doppiato in originale da Aleks Le e in italiano da Federico Bebi.
- Asha, doppiata in originale da Erica Luttrel e in italiano da Silvia Alfonzetti.
- Jeanne Foucault / Finesse, doppiata in originale da Anjali Kuanpaneni e in italiano da Marta Filippi.
- Bentley Wittman, doppiato in originale da Paul F. Tompkins e in italiano da Alessandro Quarta.[13]

### Altri
- Sig.ra Lincoln, doppiata in originale da Erica Luttrell e in italiano da Daniela Calò: La madre di Lonnie e Andre.
- Sig. Lincoln, doppiato in originale da Phil LaMarr e in italiano da Jona Mennite: Il padre di Lonnie e Andre.
- Andre Lincoln, doppiato in originale da Matte Martinez e in italiano da Adriano Venditti: Il fratello minore di Lonnie.
- Butano, doppiato in originale da Jake Green e in italiano da Gabriele Pellicanò.
- Dimitri Smerdyakov / Camaleonte, doppiato in originale da Roger Craig Smith e in italiano da Gabriele Sabatini.
- Maria Vásquez, doppiata in originale da Anairis Quiñones e in italiano da Giulia Galizia.
- James Sanders / Speed Demon, doppiato in originale da Roger Craig Smith e in italiano da Emanuele Ruzza.
- Mikhail Sytsevich, doppiato in originale da Travis Willingham e in italiano da Alessandro Messina.
- Mila Masaryk / Unicorno, doppiata in originale da Sarah Natochenny e in italiano da Emanuela Ionica.
- Thunderbolt Ross, doppiato in originale da Travis Willingham e in italiano da Fabrizio Pucci.
- Tony Stark / Iron Man, doppiato in originale da Mick Wingert e in italiano da Angelo Maggi.

## Produzione

### Sviluppo
Nel giugno 2021, la Marvel Studios Animation iniziò a sviluppare almeno altre tre serie per Disney+ oltre a What If...?. Il mese successivo, venne affermato che tali progetti fossero in varie fasi di sviluppo e non si prevedeva che debuttassero prima del 2023. La serie, con il titolo Spider-Man: Freshman Year venne ufficialmente annunciata durante un evento Disney+ Day a novembre 2021, con Jeff Trammell assunto come capo sceneggiatore. A Trammell venne chiesto di sviluppare la serie dopo aver presentato un diverso progetto animato al presidente dei Marvel Studios Kevin Feige e al capo dell'animazione Brad Winderbaum. Mel Zwyer ricoprì il ruolo di supervisore alla regia mentre Stu Livingston di regista. Feige, Louis D'Esposito, Winderbaum e Dana Vasquez-Eberhardt dei Marvel Studios vennero dichiarati produttori esecutivi insieme a Trammell. Durante il panel della Marvel Studios Animation al Comic-Con di San Diego nel luglio 2022, Spider-Man: Freshman Year e gli altri progetti discussivennero indicati come parte del "Marvel Animated Multiverse". Una seconda stagione fu annunciata al panel con il titolo Spider-Man: Sophomore Year. La serie venne rinominata Il vostro amichevole Spider-Man di quartiere entro dicembre 2023, e nel gennaio 2025 Trammell affermò che la serie non si sarebbe limitata a coprire un anno scolastico per stagione.

### Sceneggiatura
Charlie Neuner venne assunto come sceneggiatore. La serie descrive la storia delle origini di Peter Parker / Spider-Man, che non era mai stata esplorata in dettaglio nei film del Marvel Cinematic Universe (MCU); il presidente dei Marvel Studios Kevin Feige dichiarò nel 2015 che avevano deciso di non raccontare di nuovo l'origine del personaggio in Captain America: Civil War, che è stata la prima apparizione del personaggio nel MCU, poiché c'erano già state due versioni raffigurate nei film di Spider-Man diretti da Sam Raimi e Marc Webb e gli studi avevano deciso di "dare per scontato che le persone la sapessero". La serie era originariamente pianificata per essere ambientata nella "Sacra Linea Temporale" del MCU prima degli eventi di Civil War, ma il team creativo ritenne che ciò sarebbe stato troppo restrittivo riguardo ai personaggi e agli elementi dei fumetti che avrebbero potuto essere inclusi. Decisero quindi di spostare la serie in una linea temporale alternativa, sfruttando il concetto di multiverso dell'MCU: la storia inizia in modo simile a Civil War ma raffigura Norman Osborn come mentore di Parker al posto di Tony Stark/Iron Man, il che porta Parker a incontrare altri personaggi "inaspettati".
Trammell disse che la serie avrebbe esplorato l'identità di Parker prima di Spider-Man e come è iniziata la sua carriera da supereroe. Il team creativo prese ispirazione dai primi fumetti di The Amazing Spider-Man di Stan Lee e Steve Ditko, così come dalle precedenti serie animate di Spider-Man. Trammell prese spunto in particolare dal modo in cui i personaggi sono stati sviluppati in The Spectacular Spider-Man. Voleva usare la serie per avvicinarsi a idee e personaggi familiari in modi nuovi, come il ruolo di Norman Osborn come mentore di Parker e la posizione di Nico Minoru come migliore amica di Parker. La storia delle origini di Spider-Man in Il vostro amichevole Spider-Man di quartiere vede Parker essere morso da un ragno che cade da un portale creato dal dottor Stephen Strange mentre sta combattendo Venom, collegando la sua origine alla magia piuttosto che solo alla scienza come nei fumetti. Winderbaum disse che la serie era "così essenzialmente Spider-Man" perché presenta Parker che cerca di destreggiarsi tra il liceo, la cura della zia May e l'essere un supereroe. Disse che il vasto insieme di personaggi avrebbe permesso relazioni "interessanti", con un'enfasi sul "quartiere" dal titolo della serie, presentando personaggi di supporto in ruoli di primo piano; Winderbaum paragonò questo al lavoro di Trammell sulla serie animata Craig of the Creek.

### Cast
Nel luglio 2022, venne annunciato che Charlie Cox avrebbe ripreso il suo ruolo di Matt Murdock / Daredevil dai precedenti media MCU, mentre Paul F. Tompkins venne scelto per il ruolo di Bentley Wittman. Cox registrò le sue battute nel 2021, durante le pause nelle riprese della serie MCU live-action She-Hulk: Attorney at Law. Nel settembre 2023, fu rivelato che Hudson Thames avrebbe dato voce a Peter Parker / Spider-Man, riprendendo il suo ruolo dalla prima stagione di What If...?, con Eugene Byrd come Lonnie Lincoln, Grace Song come Nico Minoru, Hugh Dancy come Otto Octavius, Kari Wahlgren come May Parker e Zeno Robinson come Harry Osborn.
Il team creativo ebbe difficoltà a scegliere un attore che potessero ritenere all'altezza di Norman Osborn, finché Zwyer suggerì di ingaggiare Colman Domingo. Trammell pensò che fosse un'"idea geniale" e si avvicinarono immediatamente all'attore, che fu "super eccitato" di accettare il ruolo. Il casting di Domingo fu annunciato nell'agosto 2024. Quel dicembre, Vincent D'Onofrio fu rivelato che avrebbe ripreso il suo ruolo di Wilson Fisk / Kingpin dai precedenti media MCU, con Cathy Ang come voce di Pearl Pangan.

### Animazione
Poiché la Marvel Studios Animation non ne ha uno personalizzato, il team creativo ebbe carta bianca sullo sviluppo di uno stile di animazione che differisse dalle serie precedenti What If...? e X-Men '97. Per evitare di copiare uno dei tanti stili di animazione diversi utilizzati per i film animati Spider-Verse, si decise di rendere omaggio ai primi fumetti di The Amazing Spider-Man, in particolare quelli con illustrazioni di Steve Ditko e John Romita Sr.. Trammell descrisse la serie come un "fumetto in movimento", effetto ottenuto tramite animazione cel-shaded 3D fornita da Polygon Pictures e CGCG. Polygon venne scelta per l'aspetto di animazione 2D che avevano ottenuto nei loro lavori precedenti. Trammell affermò che la società era stata in grado di abbinare lo stile desiderato mantenendo i "personaggi vivi e reali, senza sembrare rigidi e meccanici".
Leo Romero fu il character designer principale; lavorarono alla serie anche gli artisti di fumetti Chris Samnee, Paolo Rivera ed Ethan Young. Trammell elogiò Romero per aver modernizzato i design pur mantenendo elementi classici. Si ispirarono ai fumetti anche per i costumi di Parker e alcuni dei costumi dei cattivi, inclusi quelli per Octavius e Mac Gargan / Scorpion. I costumi di Spider-Man presenti nella serie includono un costume fatto in casa fatto di "pantaloni da palestra, scarpe da ginnastica, occhiali, una felpa blu, una canottiera rossa, ginocchiere, lancia-ragnatele molto goffi e un logo rosso sul petto"; un costume giallo; un costume rosso e blu "classico anni '60"; un costume Oscorp bianco e blu che ricorda il costume della Future Foundation di Spider-Man dai fumetti;  un costume da "scarabeo" che ricorda il personaggio dei fumetti Hornet ; e un abito scuro simile al personaggio dei fumetti Dusk .

## Colonna sonora
Leo Birenberg e Zach Robinson vennero annunciati come compositori della colonna sonora della serie nel giugno 2024. La sigla della serie, "Neighbor Like Me" dei The Math Club featuring Relaye e Melo Makes Music, è un rap che campiona la sigla della serie animata Spider-Man di Paul Francis Webster e Bob Harris. La canzone venne pubblicata come singolo dalla Hollywood Records e dalla Marvel Music il 21 gennaio 2025.